# Tatiszczewo (obwód saratowski)
Tatiszczewo (ros. Татищево) – osiedle typu miejskiego w Rosji, w obwodzie saratowskim, ośrodek administracyjny rejonu tatiszczewskiego. W 2010 liczyło 7491 mieszkańców.